# Bound for Glory (2009)
TNA Bound for Glory 2009 est un Pay-per-view de catch organisé par le Total Nonstop Action Wrestling. C'est le cinquième événement de Bound for Glory. Il s'est  déroulé le 18 octobre 2009 au Bren Events Center à Irvine en Californie. C'est le plus grand Pay-per-view de la TNA.

## Contexte
Les spectacles de la Total Nonstop Action Wrestling en paiement à la séance sont constitués de matchs aux résultats prédéterminés par les scénaristes de la TNA. Ces rencontres sont justifiées par des storylines - une rivalité avec un catcheur, la plupart du temps - ou par des qualifications survenues dans les émissions de la TNA telles que TNA Xplosion et TNA Impact!. Tous les catcheurs possèdent un gimmick, c'est-à-dire qu'ils incarnent un personnage face (gentil), heel (méchant) ou tweener (neutre, apprécié du public), qui évolue au fil des rencontres. Un pay-per-view comme Bound for Glory est donc un évènement tournant pour les différentes storylines en cours.

## Déroulement

### Matches
| #        | Matches | Stipulations | Time  |
| -------- | --- | --- | ----- |
| Pre-show | Motor City Machine Guns (Chris Sabin and Alex Shelley) bat Lethal Consequences (Jay Lethal and Consequences Creed)                                                                                      | Tag Team match pour rentrer dans le match Ultimate X match pour le TNA X Division Championship                                        | 5:51  |
| 1        | Amazing Red (avec Don West) (c) bat Suicide, Christopher Daniels, Homicide, Chris Sabin, and Alex Shelley                                                                                               | Ultimate X match pour le TNA X Division Championship                                                                                  | 15:17 |
| 2        | Taylor Wilde et Sarita (c) bat The Beautiful People (Velvet Sky and Madison Rayne) | Tag Team Match pour le TNA Knockout Tag Team Championship                                                                             | 2:58  |
| 3        | Eric Young bat Kevin Nash (c) et Hernandez | Match à trois pour le TNA Legends Championship                                                                                        | 8:50  |
| 4        | The British Invasion (Brutus Magnus et Doug Williams) et Team 3D (Brother Ray and Brother Devon) battent Main Event Mafia (Booker T et Scott Steiner) et Beer Money, Inc. (Robert Roode et James Storm) | Full Metal Mayhem match (Tables, Ladders and Chairs) pour le TNA World Tag Team Championship et le IWGP World Tag Team Championship   | 17:13 |
| 5        | ODB (c) bat Awesome Kong et Tara | Match a trois pour le TNA Women's Knockout Championship                                                                               | 7:29  |
| 6        | Bobby Lashley bat Samoa Joe | Match à Soumission | 8:07  |
| 7        | Abyss bat Mick Foley | Monsters Ball Match avec Dr. Stevie comme Special Guest Referee; Abyss ne devait pas utilisé de punaise sinon il serait disqualifier. | 11:03 |
| 8        | Kurt Angle bat Matt Morgan | Match simple | 14:45 |
| 9        | A.J. Styles (c) bat Sting | Match simple pour le TNA World Heavyweight Championship                                                                               | 13:52 |

### Résultats
- Dark match : The Motor City Machine Guns (Chris Sabin et Alex Shelley) def. Jay Lethal et Consequences Creed[2]
  - Sabin et Shelley était qualifié pour l'Ultimate X Match pour le TNA X Division Championship
- TNA X Division Championship : Amazing Red (c) def. Suicide, Daniels, Chris Sabin, Alex Shelley et Homicide
- TNA Knockout Tag Team Championship : Taylor Wilde et Sarita (c) def. The Beautiful People (Velvet Sky et Madison Rayne)
- TNA Legends Championship : Eric Young def. Kevin Nash (c) et Hernandez
- IWGP Tag Team Championship et TNA World Tag Team Championship : The British Invasion (Brutus Magnus et Doug Williams) (c) et Team 3D def. The Main Event Mafia (Booker T et Scott Steiner) (c) et Beer Monet Inc. (Robert Roode et James Storm) dans un TLC Match
  - La Team 3D a décroché les ceintures IWGP et la British Invasion les ceintures TNA.
- TNA Women's Knockout Championship : ODB (c) def. Tara et Awesome Kong
- Bobby Lashley def. Samoa Joe dans un Submission Match
- Abyss def. Mick Foley dans un Monster's Ball Match pendant le match Abyss a passe à travers 2 tables entourres de barbeles
- Kurt Angle def. Matt Morgan
- TNA World Heavyweight Championship : AJ Styles (c) def. Sting